# Abi-sare

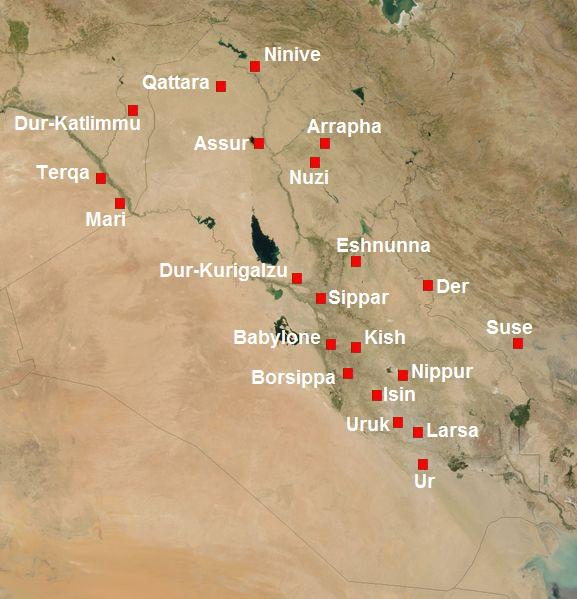
Mapa południowej Mezopotamii w II tys. p.n.e.

Abi-sare (Abī-sarē) – król Larsy panujący w latach 1905–1895 p.n.e. Pod koniec swego panowania odniósł zwycięstwo nad Ur-Ninurtą z Isin. Jego następcą został jego syn Sumu-El.